# Radicaal 140
Radicaal 140 is een van de 29 van de 214 Kangxi-radicalen dat bestaat uit zes strepen.
In het Kangxi-woordenboek zijn er 1.902 karakters die dit radicaal gebruiken.

## Karakters met het radicaal 140

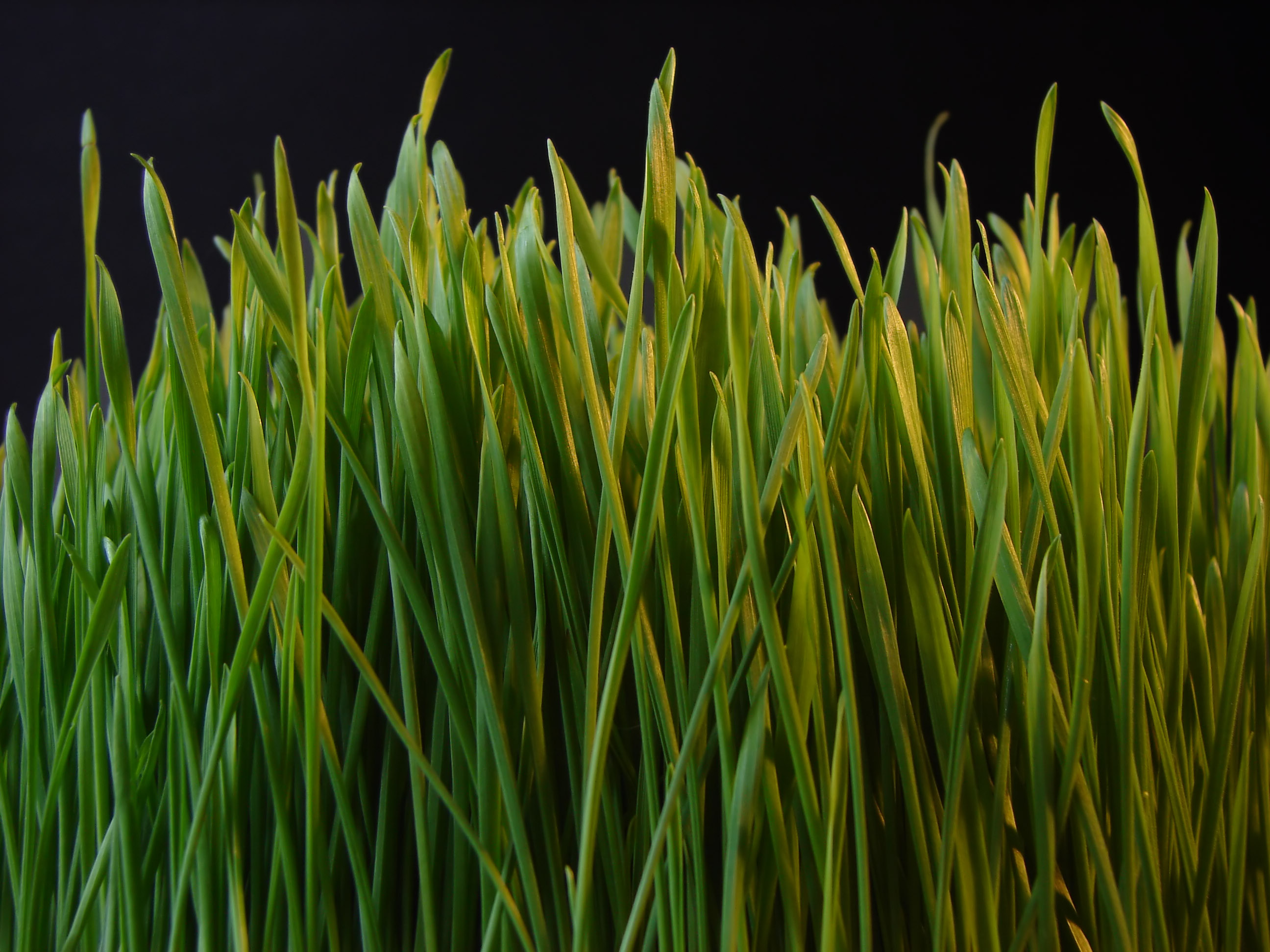
Gras.

| Strepen | Karakter |
| ------- | --- |
| + 0     | 艸 |
| + 1     | 艺 |
| + 2     | 艻 艼 艽 艾 艿 芀 芁 节 |
| + 3     | 芃 芄 芅 芆 芇 芈 芉 芊 芋 芌 芍 芎 芏 芐 芑 芒 芓 芔 芕 芖 芗 芝 |
| + 4     | 芘 芙 芚 芛 芜 芞 芟 芠 芡 芢 芣 芤 芥 芦 芧 芨 芩 芪 芫 芬 芭 芮 芯 芰 花 芲 芳 芴 芵 芶 芷 芸 芹 芺 芻 芼 芾 苀 苁 苂 苃 苄 苅 苆 苇 苈 苉 苊 苋 苌 苍 苎 苏 |
| + 5     | 芽 芿 苐 苑 苒 苓 苔 苕 苖 苗 苘 苙 苚 苛 苜 苝 苞 苟 苠 苡 苢 苣 苤 若 苦 苧 苨 苩 苪 苫 苬 苭 苮 苯 苰 英 苲 苳 苴 苵 苶 苷 苸 苹 苺 苻 苼 苽 苾 苿 茀 茁 茂 范 茄 茅 茆 茇 茈 茉 茊 茋 茌 茍 茎 茏 茐 茑 茓 茔 茕 |
| + 6     | 茒 茖 茗 茘 茙 茚 茛 茜 茞 茟 茠 茡 茢 茤 茥 茦 茧 茨 茩 茪 茫 茬 茭 茮 茯 茰 茱 茲 茳 茴 茵 茶 茷 茸 茹 茺 茻 茼 茽 茾 茿 荀 荁 荂 荃 荄 荅 荆 荇 荈 草 荊 荋 荌 荍 荎 荏 荐 荑 荒 荓 荔 荕 荖 荗 荘 荙 荚 荛 荜 荝 荞 荟 荠 荡 荢 荣 荤 荥 荦 荧 荨 荩 荪 荬 荭 荮 药                                                          |
| + 7     | 茝 茣 荫 荰 荱 荲 荳 荴 荵 荶 荷 荸 荹 荺 荻 荼 荽 荾 荿 莀 莁 莂 莃 莄 莅 莆 莇 莈 莉 莊 莋 莌 莍 莎 莏 莐 莑 莒 莓 莔 莕 莖 莗 莘 莙 莚 莛 莜 莝 莞 莟 莠 莡 莢 莣 莤 莥 莦 莧 莨 莩 莪 莫 莬 莭 莮 莯 莰 莱 莲 莳 莴 莵 莶 获 莸 莹 莺 莼 莽 華                                                                               |
| + 8     | 莻 莾 莿 菀 菁 菂 菃 菄 菅 菆 菇 菈 菉 菊 菋 菌 菍 菎 菏 菐 菑 菒 菓 菔 菕 菖 菗 菘 菙 菚 菛 菜 菝 菞 菟 菠 菡 菢 菣 菤 菥 菦 菧 菨 菩 菪 菬 菭 菮 菰 菱 菲 菳 菴 菵 菶 菷 菸 菹 菺 菻 菼 菽 菾 菿 萀 萁 萂 萃 萄 萅 萆 萇 萈 萉 萊 萋 萌 萍 萎 萏 萐 萑 萒 萓 萔 萕 萖 萗 萘 萙 萚 萛 萜 萝 萞 萟 萠 萡 萢 萣 萤 营 萦 萧 著 葛 |
| + 9     | 萨 萩 萪 萫 萬 萭 萮 萯 萰 萱 萲 萳 萴 萵 萶 萷 萸 萹 萺 萻 萼 落 萾 萿 葀 葁 葂 葃 葄 葅 葆 葇 葈 葉 葊 葋 葌 葍 葎 葏 葐 葑 葒 葓 葔 葕 葖 葘 葙 葚 葜 葝 葞 葟 葠 葡 葢 董 葤 葥 葦 葧 葨 葩 葪 葫 葬 葭 葮 葯 葰 葱 葲 葳 葴 葵 葶 葷 葸 葹 葺 葻 葼 葽 葾 葿 蒀 蒁 蒂 蒃 蒄 蒅 蒆 蒇 蒈 蒉 蒊                               |
| + 10    | 蒋 蒌 蒍 蒎 蒏 蒐 蒑 蒒 蒓 蒔 蒕 蒖 蒗 蒘 蒙 蒚 蒛 蒜 蒝 蒞 蒟 蒠 蒡 蒢 蒣 蒤 蒥 蒦 蒧 蒨 蒩 蒪 蒫 蒬 蒭 蒮 蒯 蒰 蒱 蒲 蒳 蒴 蒵 蒶 蒷 蒸 蒹 蒺 蒻 蒼 蒽 蒾 蒿 蓀 蓁 蓂 蓃 蓄 蓅 蓆 蓇 蓈 蓉 蓊 蓋 蓌 蓍 蓎 蓏 蓐 蓑 蓒 蓓 蓔 蓕 蓖 蓗 蓘 蓙 蓚 蓛 蓜 蓝 蓞 蓟 蓠 蓡 蓢 蓣 蓤 蓥                                                 |
| + 11    | 蓧 蓨 蓩 蓪 蓫 蓬 蓭 蓮 蓯 蓰 蓱 蓲 蓳 蓴 蓵 蓶 蓷 蓸 蓹 蓺 蓻 蓼 蓽 蓾 蓿 蔀 蔁 蔂 蔃 蔄 蔅 蔆 蔇 蔈 蔉 蔊 蔋 蔌 蔍 蔎 蔏 蔐 蔑 蔒 蔓 蔔 蔕 蔖 蔗 蔘 蔙 蔚 蔛 蔜 蔝 蔞 蔟 蔠 蔡 蔢 蔣 蔤 蔥 蔦 蔧 蔨 蔩 蔪 蔫 蔬 蔭 蔮 蔯 蔰 蔱 蔲 蔳 蔴 蔵 蔶 蔷 蔸 蔹 蔺 蔻 蔼                                                                |
| + 12    | 蔽 蔾 蔿 蕀 蕁 蕂 蕃 蕄 蕅 蕆 蕇 蕈 蕉 蕊 蕋 蕌 蕍 蕎 蕏 蕐 蕑 蕒 蕓 蕔 蕕 蕖 蕘 蕙 蕚 蕛 蕜 蕝 蕞 蕟 蕠 蕡 蕢 蕣 蕤 蕥 蕦 蕧 蕨 蕩 蕪 蕫 蕬 蕭 蕮 蕯 蕰 蕱 蕲 蕳 蕴 蕵 |
| + 13    | 蕗 蕶 蕷 蕸 蕹 蕺 蕻 蕼 蕽 蕾 蕿 薀 薁 薂 薃 薄 薅 薆 薇 薈 薉 薊 薋 薌 薍 薎 薏 薐 薑 薒 薓 薔 薕 薖 薗 薘 薙 薚 薛 薜 薝 薞 薟 薠 薡 薢 薣 薤 薥 薦 薧 薨 薪 薬 薭 薮 薯 |
| + 14    | 薩 薫 薰 薱 薲 薳 薴 薵 薶 薷 薸 薹 薺 薻 薼 薽 薾 薿 藀 藁 藂 藃 藄 藅 藆 藇 藈 藉 藊 藋 藌 藍 藎 藏 藐 藑 藒 藓 |
| + 15    | 藔 藕 藖 藗 藘 藙 藚 藛 藜 藝 藞 藟 藠 藡 藢 藣 藤 藥 藦 藧 藨 藩 藪 藫 藬 藭 藮 藯 藰 藱 藲 藳 藴 藵 藶 藷 蘋 |
| + 16    | 藸 藹 藺 藻 藼 藽 藾 藿 蘀 蘁 蘂 蘃 蘄 蘅 蘆 蘇 蘈 蘉 蘊 蘌 蘍 蘎 蘏 蘐 蘑 蘓 蘔 蘢 蘣 蘤 蘥 蘦 蘧 蘨 蘩 蘪 蘫 蘬 蘭 蘮 |
| + 17    | 蘒 蘕 蘖 蘗 蘘 蘙 蘚 蘛 蘜 蘝 蘞 蘟 蘠 蘡 蘰 |
| + 18    | 蘲 蘳 蘴 蘵 蘶 蘷 |
| + 19    | 蘱 蘸 蘹 蘺 蘻 蘼 蘽 蘾 蘿 虀 虁 |
| + 20    | 虂 虃 虄 虅 |
| + 21    | 虆 虇 虈 虉 |
| + 23    | 虊 |
| + 25    | 虋 虌 |

Klein zegelkarakter